# Астрильд-мурахоїд рудощокий
Астри́льд-мурахоїд рудощокий (Parmoptila woodhousei) — вид горобцеподібних птахів родини астрильдових (Estrildidae). Мешкає в Центральній Африці. Вид названий на честь американського натураліста Семюела Вашингтона Вудхауса.

## Опис
Довжина птаха становить 11 см, вага 9,4 г. У самців обличчя чорнувате, решта голови рудувато-коричнева. Верхня частина тіла оливково-коричнева, пера на ній мають світлі стрижні. Крила поцятковані рудувато-коричневими смужками. Нижня частина тіла білувата, сильно поцяткована оливково-сірими плямами. Очі червонувато-карі, дзьоб чорний, лапи тілесного кольору. Самиці мають переважно коричневе забарвлення, нижня частина тіла у них світліша, живіт білуватий, поцяткований темними смужками.

## Підвиди
Виділяють два підвиди:
- P. w. woodhousei Cassin, 1859 — від південної Нігерії і Камеруна до півдня ЦАР і заходу ДР Конго;
- P. w. ansorgei Hartert, EJO, 1904 — північ Анголи.

## Поширення і екологія
Рудощокі астрильди-мурахоїди мешкають в Нігерії, Камеруні, Екваторіальній Гвінеї, Габоні, Центральноафриканській Республіці, Республіці Конго, Демократичній Республіці Конго і Анголі. Вони живуть в підіску вологих рівнинних тропічних лісів, часто поблизу водойм. Зустрічаються поодинці, парами або сімейними зграйками до 5-8 птахів. Часто приєднуються до змішаних зграй птахів. 
Рудощокі астрильди-мурахоїди живляться переважно мурахами, яких шукають на деревах, серед гілок, листя і кори, а також мурашиними яйцями. Сезон розмноження у них припадає на завершення сезону дощів з березня по травень, окремі екваторільні популяції розмножуються протягом всього року. Гніздо кулеподібне, велике (понад 20 см в діаметрі), робиться переважно самицею з переплетених травинок і листя. В кладці 3-4 білуватих яйця. Інкубаційний період триває 2 тижня. Пташенята покидають гніздо через 3 тижні після вилуплення, однак стають повністю самостійними ще через 3 тижні.